# Verbascum tuna-ekimii
Verbascum tuna-ekimii är en flenörtsväxtart som beskrevs av Karavel., A.Duran och Hamzaoglu. Verbascum tuna-ekimii ingår i släktet kungsljus, och familjen flenörtsväxter. Inga underarter finns listade i Catalogue of Life.